# Eskilstorpsdös

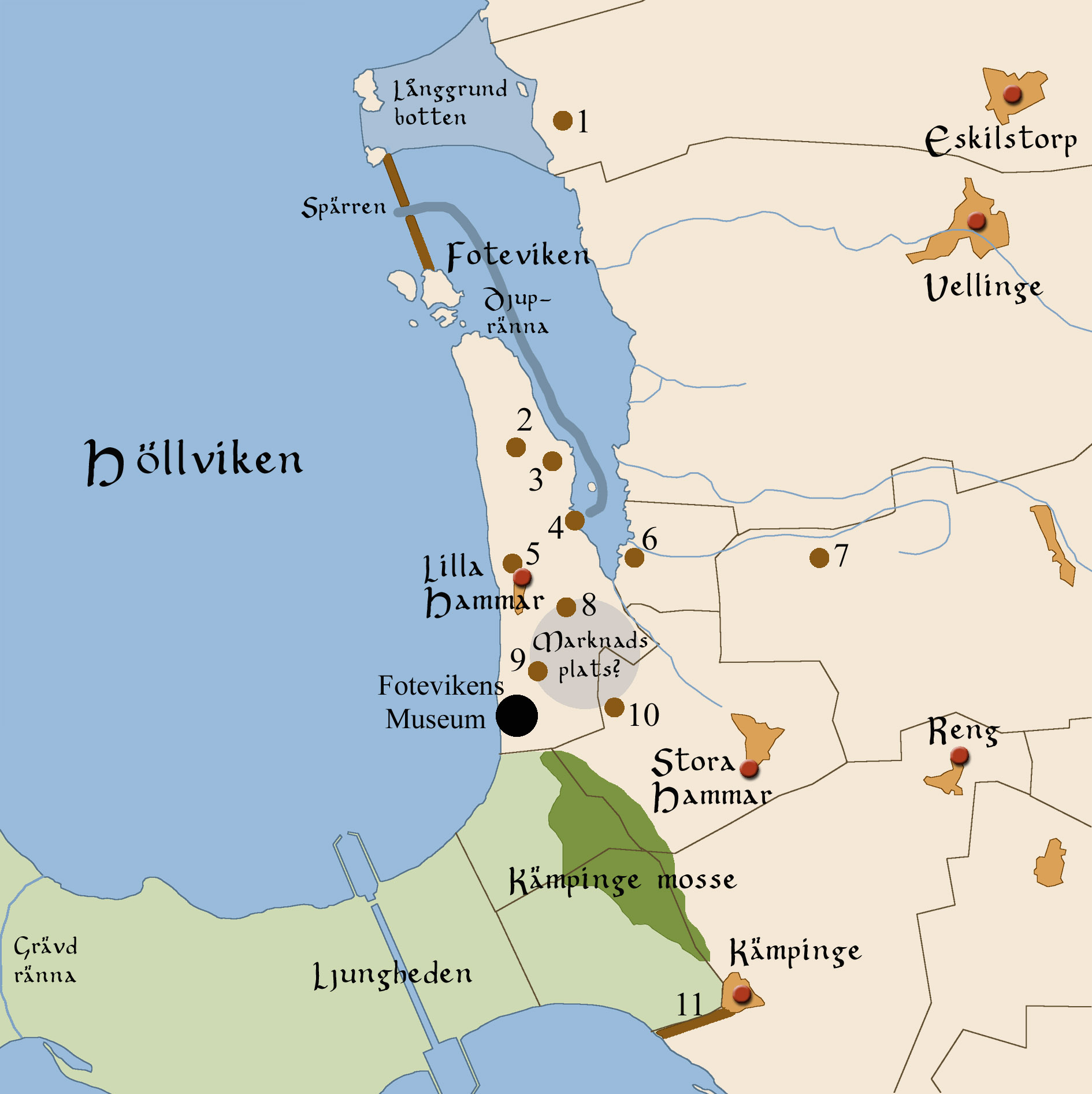
Eskilstorp – rechts oben

Der Eskilstorpsdös (deutsch „Dolmen von Eskilstorp“) mit der RAÄ-Nummer Eskilstorp 1:1 stammt aus der Jungsteinzeit etwa 3500–2800 v. Chr. und ist eine der Megalithanlagen der Trichterbecherkultur (TBK). Er liegt meernah, nordwestlich von Vellinge in Schonen in Schweden.
Der Nordwest-Südost orientierte Dolmen (schwedisch Dös) liegt auf einem kleinen Plateau von etwa 6 × 4 m und 0,3 m Höhe. Der Dolmen besteht aus zwei Tragsteinen, dem Endstein und einem etwa 2,6 × 2,4 m messenden 1,3 bis 1,1 m dicken Deckstein. Die Kammer ist etwa 1,8 × 1,1 m groß und etwa 1,1 m hoch. Der Zugang liegt im Nordosten.
Östlich von Vellinge liegt der Klockaredös. Der Kungshögen liegt etwa sechs Kilometer südwestlich von Vellinge.